# 笠井康平
笠井 康平（かさい こうへい、1993年〈平成5年〉8月12日 - ）は、香川県出身のプロバスケットボール選手。B.LEAGUEの福島ファイヤーボンズ所属。ポジションはポイントガード。

## 経歴
丸亀市立東中学校時代に全国中学校バスケットボール大会に出場。2008年3月、都道府県対抗ジュニアバスケットボール大会の香川県選抜チームメンバー入り。
尽誠学園高校では2011年の第42回全国高等学校バスケットボール選抜優勝大会で準優勝。
2016年に青山学院大学卒業した後は実業団チームで競技を続ける道を選び、四国電力に入社。四国ブロック代表として出場した第92回全日本総合バスケットボール選手権大会でチームの大会初勝利を含む2勝をあげベスト16入り。
2018年、プロ選手に転向し、名古屋ダイヤモンドドルフィンズに入団。
2020年6月、群馬クレインサンダーズに入団。司令塔としてチームを優勝へ導き、初B1昇格にも貢献した。
2022年オフ、宇都宮ブレックスに移籍
。
2023年オフ、バンビシャス奈良に移籍
。
2024年6月5日に福島ファイヤーボンズと契約を結んだ。